# Pardillo
Pardillo ist eine spanische Weißweinsorte. Sie wird überwiegend in den Weinbauregionen La Mancha, Albacete, Badajoz, Cuenca, Extremadura, Ribeira del Guardiana und Tierra de Baros eingesetzt. Sie liegt bei der Anbaufläche nicht unter den ersten 20 Rebsorten in Spanien. Außerhalb Spaniens wird sie nicht angebaut. Erstmals komplett beschrieben wurde die Rebsorte von den Ampelographen Candella und Hidalgo.
Es wird vermutet, dass Pardillo mit der Rebsorte Albillo verwandt ist, was jedoch laut Pierre Galet sehr unwahrscheinlich ist. In der Literatur wird Pardillo häufig mit der Rebsorte Pardina gleichgesetzt. Dies ist jedoch ein Irrtum, der von ähnlichen Synonymnamen genährt wird.
Siehe auch den Artikel Weinbau in Spanien sowie die Liste von Rebsorten.

## Ampelographische Sortenmerkmale
In der Ampelographie wird der Habitus folgendermaßen beschrieben:
- Die Triebspitze ist offen. Sie ist weißwollig behaart. Die Triebspitze ist weißgrünlich mit karminrotem Anflug gefärbt. Die Jungblätter sind fast unbehaart und von grünlicher Farbe.
- Die mittelgroßen Blätter sind fünflappig und tief gebuchtet. Die Stielbucht ist lyrenförmig und geschlossen. Das Blatt ist stumpf gezahnt. Die Zähne sind im Vergleich zu anderen Sorten mittelgroß bis groß.
- Die konusförmige Traube ist mittelgroß, geschultert und dichtbeerig. Die rundlichen Beeren sind klein und von gelblicher Farbe. Der Geschmack der Beeren ist neutral.

Die mäßig wuchskräftige Rebsorte reift ca. 30 Tage nach dem Gutedel und gilt somit als spät reifend.

## Synonyme
Bekannt ist die Sorte Pardillo auch unter 14 weiteren Bezeichnungen: Blanca Pequena, Blanquillo, del Perrillo, Mari Sancho, Marisancha, Marisancho, Parda, Pardilla, Pardillas, Pardillo de Madrid, Parill Blanco, Temprana Media, Verdegudillo, Verdoncho.